# Trappe, Pennsylvania
Trappe là một thị trấn thuộc quận Montgomery, tiểu bang Pennsylvania, Hoa Kỳ. Năm 2010, dân số của thị trấn này là 3509 người.